# Aurora (ca sĩ)
Aurora Aksnes (phát âm tiếng Na Uy: [æʉ̯ˈɾùːɾɑ ˈɑ̂ksˌneːs]; sinh ngày 15 tháng 6 năm 1996), còn được biết đến với nghệ danh AURORA (thường được viết in hoa tất cả các kí tự), là một ca sĩ, nhạc sĩ và nhà sản xuất thu âm người Na Uy. Sinh ra ở Stavanger và lớn lên ở các thị trấn Høle và Os, cô bắt đầu viết những bài hát đầu tiên và học khiêu vũ khi mới 6 tuổi. Sau khi một số bài hát của cô được tải lên mạng và trở nên phổ biến ở Na Uy, cô đã ký hợp đồng thu âm với Petroleum Records, Decca và Glassnote Records vào năm 2014. Aurora đã được công nhận với đĩa đơn mở rộng (EP) đầu tay của mình, Running with the Wolves (2015), trong đó có bản hit "Runaway". Cuối năm đó, cô hát đệm cho quảng cáo Giáng sinh của John Lewis, hát lại bài hát "Half the World Away" của Oasis.
Album phòng thu đầu tay của Aurora, All My Demons Greeting Me as a Friend (2016) nhận được đánh giá chung tích cực, lọt vào bảng xếp hạng ở nhiều quốc gia châu Âu và hai lần giành được chứng nhận bạch kim ở Na Uy. EP thứ hai của cô ấy Infections of a Different Kind (Step 1) (2018) là phần đầu tiên của album gồm hai phần, trong khi phần thứ hai là album phòng thu thứ hai của cô ấy, A Different Kind of Human (Step 2) (2019). Album phòng thu thứ ba của cô The Gods We Can Touch được phát hành vào ngày 21 tháng 1 năm 2022. Album thứ 4 của cô là "What happened to the heart", ra vào ngày 7 tháng 6 năm 2024.
Âm nhạc của cô chủ yếu là electropop, dân gian và art pop với giọng hát được coi là "thanh tao". Cô chỉ chơi piano khi bắt đầu sự nghiệp của mình, nhưng sau đó cô đã sử dụng bộ gõ và các nhạc cụ khác cho việt sản xuất âm nhạc. Ngoài viết các bài đơn ca của mình, Aurora còn hợp tác và đồng sáng tác các bài hát cho các nghệ sĩ khác, bao gồm Askjell, Sub Urban, Sondre Lerche, Tom Odell và Chemical Brothers. Cô cũng đã đóng góp nhạc nền cho một số bộ phim, loạt phim truyền hình và trò chơi điện tử, bao gồm Girls, Frozen II, Wolfwalkers, loạt phim One Piece live-action của Netflix, Mass Effect: Andromeda, Sky: Children of the Light và Assassin's Creed .

## Đầu đời

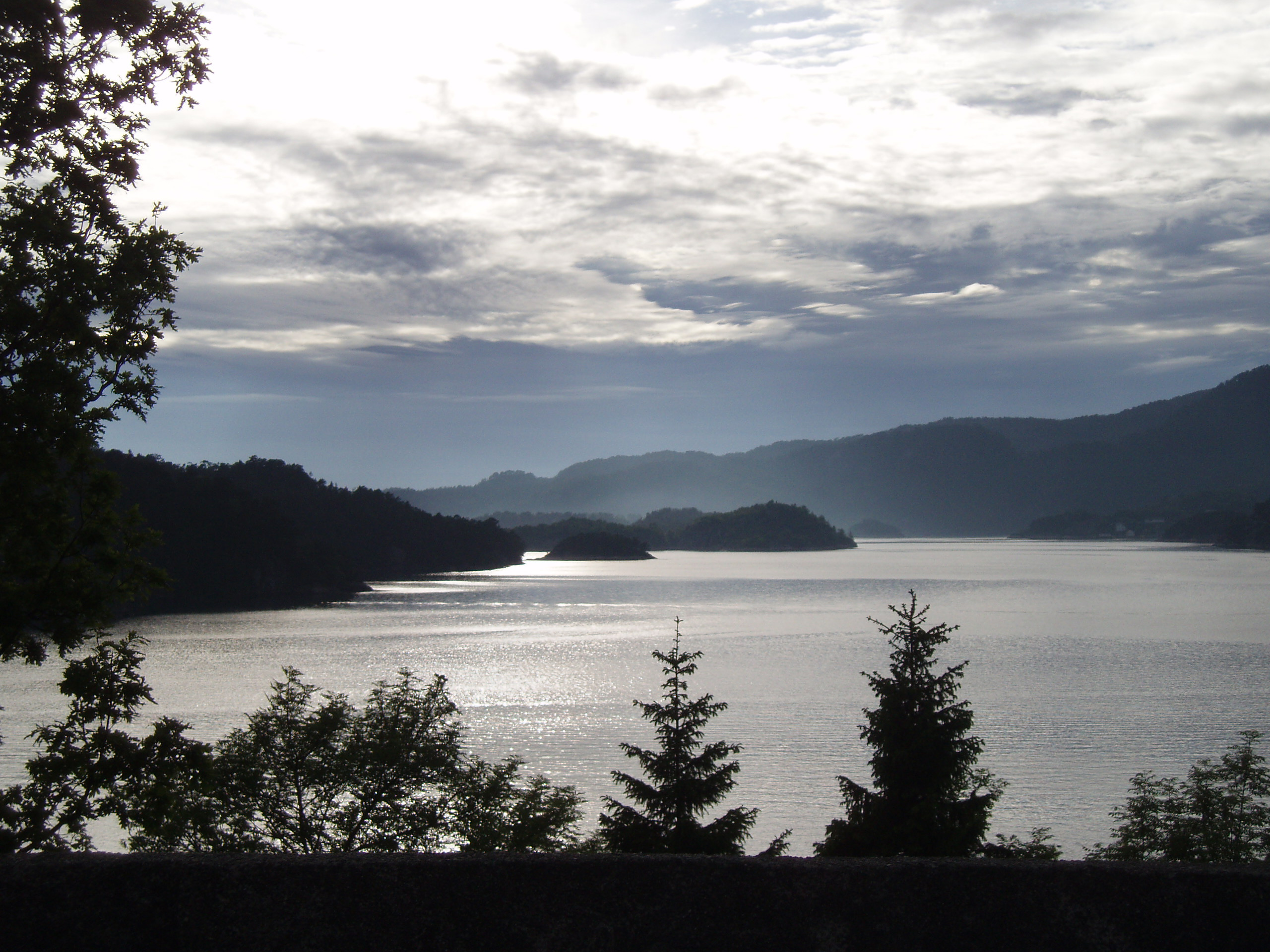
Quang cảnh Lysefjord ở Os, nơi Aurora được nuôi nấng

Aurora chào đời ngày 15 tháng 6 năm 1996 tại Bệnh viện Đại học Stavanger ở Stavanger. Mẹ cô là May Britt (nhũ danh Froastad), làm nghề hộ sinh, còn cha cô là Jan Øystein Aksnes, làm nghề bán cửa garage. Cô là em út trong gia đình gồm ba chị em gái: chị cả là Miranda, một nghệ sĩ trang điểm từng làm giáo viên; người chị kia là Viktoria, một nhà thiết kế thời trang, nhà tạo mẫu, và blogger. Cô dành ba năm thời thơ ấu tại thị trấn Høle, nơi gắn bó với cha mẹ cô suốt 15 năm cuộc đời. Trong quãng thời gian ở đó, Aurora phát triển niềm yêu thích đối với tự nhiên, ca hát, và trang phục truyền thống. Về sau, gia đình cô chuyển tới sống tại một ngôi làng nhỏ ở vùng Drange hẻo lánh của Hordaland, nằm giữa bạt ngàn rừng cây của dãy núi Os, gần Bergen và Lysefjord. Aurora miêu tả về Høle như sau: "Hầu như chẳng có bóng dáng xe cộ, những con đường thì nhỏ nhắn và gồ ghề, cây cối thì mọc khắp nơi, nó rất yên bình, và mạng internet rất tệ." Cô cũng từng ví nó như là vùng đất viễn tưởng Narnia.
Aurora tự coi mình là "người của rừng" do cô vốn sống biệt lập giữa thiên nhiên từ thuở nhỏ và cũng một phần do sở thích "trèo cây" của cô. Khi Aurora còn ngồi trên ghế nhà trường, những người chị của cô — Miranda và Viktoria Aksnes — từng lo lắng rằng cô sẽ bị bắt nạt bởi tính cách và lối ăn mặc khác thường của cô. Trái lại, bạn bè trong lớp rất quý mến Aurora và muốn dành thật nhiều thời gian với cô, song bản thân cô vẫn muốn được lẩn vào rừng cây hơn. Aurora nói rằng được bao bọc trong thiên nhiên giúp cô có thời gian để suy ngẫm và tìm hiểu về "sức mạnh" tâm trí hơn. Hồi nhỏ, cô rất sợ bị người khác ôm: "Mình từng rất sợ bị ai đó ôm ấp", cô thổ lộ. "Mình không thích được ôm khi còn bé. Và mình từng rất sợ một giáo viên ở trường, nhưng mấy tháng trước mình gặp lại ông ấy, và cảm giác khá tuyệt. Thật kì lạ khi mọi thứ đã đổi thay."
Một trong những kí ức âm nhạc sớm nhất của Aurora là dịp cô tình cờ phát hiện cây piano điện tử cũ của chị gái Miranda trong căn gác xép của bố mẹ, và bị cuốn hút bởi những giai điệu mà nó có thể tạo ra, hoặc là dịp cô hát theo ca khúc "Don't Worry, Be Happy" ở bàn ăn gia đình. Tuy rằng bố mẹ cô từng tham gia một dàn hợp xướng hát ca khúc đó như một thú tiêu khiển, Aurora là thành viên duy nhất trong gia đình theo đuổi nghiệp ca sĩ. Cô bắt đầu tập luyện piano khi mới 6 tuổi: "Mình rất thích nhạc cổ điển, và khi mình tìm thấy cây piano này trong gác xép, mình đã bấm loạn xạ các phím và cố nghĩ ra những bài hát cổ điển mà mình ưa thích. Mình bắt đầu tạo ra những giai điệu quen thuộc. Có một điều gì đó thật đặc biệt khi mình có thể tự chơi đàn – điều gì đó liên quan đến cảm xúc cứ thôi thúc mình chơi tiếp." Năm 9 tuổi, khi trình độ tiếng Anh đã được cải thiện, cô bắt đầu chắp bút viết lời bài hát. Aurora kể rằng những nhạc sĩ như Leonard Cohen, Bob Dylan, Enya, và the Chemical Brothers hồi đó là niềm cảm hứng cho cô.
Cha mẹ cô không khuyến khích cô theo đuổi hoạt động này như một nghề nghiệp hay sở thích, nhưng cô đã chuyển từ đánh theo những bài nhạc cổ điển sang sáng tác sản phẩm của riêng mình, thích giữ kín âm nhạc của mình. Cô cũng mong muốn trở thành bác sĩ, nhà vật lý hoặc vũ công, và cô tham gia các lớp học khiêu vũ từ 6 đến 16 tuổi và biểu diễn trong một nhóm múa đương đại. Nhóm đã tham gia Liên hoan Nghệ thuật Thanh niên Na Uy hai lần, nhảy trên nền bài hát "Decode" của Paramore và "Thanking Good". Họ cũng nhảy bài "HIStory/Ghosts" của Michael Jackson tại một sự kiện năm 2011. Cô cũng bày tỏ rằng việc cô không thích giọng hát của chính mình là lý do để không nghĩ đến việc trở thành ca sĩ.
Theo Aurora, bài hát đầu tiên cô viết xong có tựa đề "The Lonely Man". Công việc đầu tiên của cô trước khi dẫn thân vào sự nghiệp âm nhạc là rửa một nhà hàng pizza bằng vòi. Một số bài hát đã được viết vào giai đoạn này của cuộc đời cô. Một trong những sáng tác đầu tiên của cô là "I Had a Dream", đề cập đến việc thế giới có thể khắc nghiệt đến mức nào. Mặc dù coi đây là một "bài hát thực sự dài và nhàm chán về hòa bình thế giới", nhưng cô đã biểu diễn nó một lần tại lễ tốt nghiệp trung học của mình. Đoạn ghi âm bài hát "Puppet" của cô (ban đầu được làm như một món quà Giáng sinh cho bố mẹ cô) và một đoạn video do một người bạn cùng lớp quay buổi biểu diễn ở trường của cô đã được tải lên mạng mà không có sự cho phép của cô, khiến cô tức giận, và nhanh chóng bị phát hiện bởi đại diện công ty quản lý Artists Made Management, một công ty quản lý của Na Uy, người này đã mời Aurora đến thăm văn phòng của họ để gặp gỡ vào đầu năm 2013. Aurora ban đầu từ chối lời đề nghị: "Lúc đầu tôi nghĩ là không", cô nhớ lại, "nhưng sau đó mẹ tôi nói rằng tôi nên nghĩ đến ý tưởng chia sẻ âm nhạc của mình với thế giới vì có thể có ai đó ngoài kia đang rất cần nó. Và đó thực sự có thể là một điều tốt". Trong vài giờ, cả hai bài hát đều nhận được hàng nghìn lượt truy cập ở Na Uy, điều này đã mang lại cho Aurora một lượng người hâm mộ trên Facebook.

## Sự nghiệp

### 2012–2016:Running with the WolvesvàAll My Demons Greeting Me as a Friend

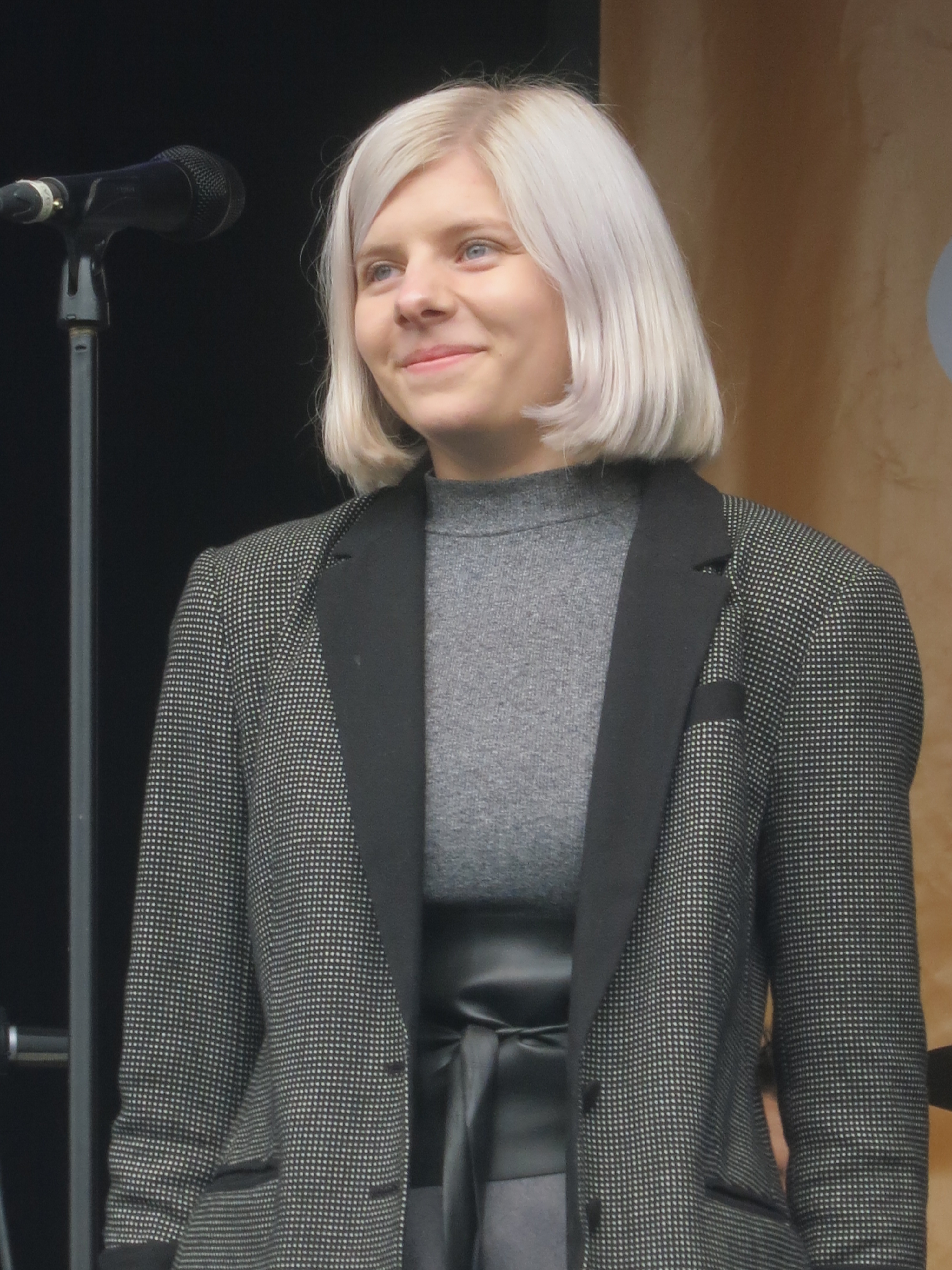
Aurora tại Lễ hội Green Man năm 2015

Ca khúc "Puppet" do Aurora tự phát hành vào tháng 12 năm 2012 là sản phẩm đơn ra mắt đầu tiên cô dùng tên khai sinh. Aurora tiếp tục sáng tác khoảng một năm cho đến khi biểu diễn "tiết mục live chỉn chu đầu tiên" tại Nabovarsel Minifestival ở Bergen. Cô nhận xét về buổi diễn ấy như sau: "Mình không nghĩ là mình được sinh ra để làm người trình diễn. Mình từng rất sợ biểu diễn trực tiếp trên sân khấu. Tất nhiên là nó rất đáng sợ! Song, giờ mình đã học được, và mình đã học được cách không quá tập trung vào bản thân, bởi vì nó chưa từng là về mình. Giờ mình chỉ nghĩ đến việc mang tới cho mọi người một trải nghiệm thú vị. Một khoảnh khắc ma thuật." Sản phẩm đơn thứ hai của cô, "Awakening", tiếp nối vào tháng 3 năm 2014; đây cũng là lần đầu tiên cô dùng nghệ danh Aurora. Ca khúc đơn thứ ba của cô phát hành vào tháng 11 năm 2014, "Under Stars", là sản phẩm đầu tiên cô kí kết với hai hãng đĩa Glassnote Records và Decca Records. Hai ca khúc này đã giúp cô có được danh hiệu "Nghệ sĩ Triển vọng" của năm 2015 và thu hút sự chú ý của giới phê bình châu Âu và Hoa Kỳ, đặc biệt là với giọng ca cực kỳ nổi bật của cô. Sản phẩm đơn tiếp theo của cô là "Runaway", được phát hành vào tháng 2 năm 2015, đã thu hút sự chú ý của hai ca sĩ Katy Perry và Troye Sivan.

### 2016–2018:Infections of a Different Kind - Step 1
Ngày phát hành album đầu tiên của cô, mang tên "All My Demons Greeting Me as a Friend", cô nói rằng đó là "album đầu tiên trong nhiều album" mà cô có kế hoạch. Cho đến ngày 12 tháng 5 năm 2016, sau khi trở về từ chuyến lưu diễn ở châu Âu, Aurora thông báo rằng cô đã sẵn sàng để bắt đầu viết và sản xuất nhiều tác phẩm khác, cuối cùng sẽ tạo nên album phòng thu thứ hai của cô. Cô nói trong một sự kiện trên Facebook rằng cô có 15 bài hát demo và đã viết 1.000 bài hát/ thơ. Theo Aurora, album phòng thu thứ hai của cô dự kiến sẽ được phát hành vào quý 4 năm 2018.
Từ tháng 4 đến tháng 8 năm 2018, ca sĩ phát hành hai bản nhạc đơn, "Queendom" và "Forgotten Love", sẽ được bao gồm trong bản phát hành tiếp theo của cô. Aksnes đã thu âm hầu hết album trong thời gian cô ở Pháp vào tháng 1 năm đó. Quá trình sản xuất bao gồm các nhà sản xuất Askjell Solstrand, Roy Kerr và Tim Bran, cùng với Aurora chính mình. Trong khi trước đây cô ít khi được ghi nhận là nhà sản xuất, cô đã nhấn mạnh rằng cô đã tham gia vào việc sản xuất nhiều bài hát của mình.
Một số bài hát mới thu âm đã được trình diễn trực tiếp trước khi phát hành, bao gồm trên các lễ hội như Lollapalooza và Coachella.
Trong khi giữ một số chủ đề và câu chuyện của album trước, sản phẩm này sẽ đánh dấu lần đầu tiên Aksnes bao gồm các chủ đề chính trị và chủ đề về tình dục trong các bài hát của mình. Hầu hết nguồn cảm hứng mới cho những chủ đề đó đến từ sự tương tác mà cô đã có với người hâm mộ trong chuyến lưu diễn âm nhạc đầu tiên của mình. Video âm nhạc cho "Queendom" được phát hành vào tháng 5 năm 2018, và nó bao gồm một thông điệp dành cho người hâm mộ LGBT của cô; thông điệp đó được thể hiện bởi chính Aksnes hôn một trong những vũ công nữ của cô, trong một buổi tiệc hôn lớn được miêu tả là "một buổi tiệc hôn lớn" cho thấy "mọi loại tình yêu được chấp nhận và đón nhận" trong vương quốc của ca sĩ.
Vào ngày 13 tháng 6 năm 2018, một bản cover của bài hát "Baby Mine" được thể hiện bởi Aurora đã xuất hiện trong đoạn teaser trailer cho phiên bản làm lại của Dumbo của Disney. Bài hát tiếp tục được trình diễn trong các trailer tiếp theo của bộ phim, nhưng không được bao gồm trong bản nhạc phim.
Vào ngày 28 tháng 9 năm 2018, Aurora bất ngờ phát hành album thứ hai của mình, mang tên Infections of a Different Kind - Step 1. Album này bao gồm tám bài hát và chính cái tên của nó được lấy từ bài hát thứ tám trong album, mà Aurora tuyên bố là "bài hát quan trọng nhất mà cô từng viết". Ngay sau khi phát hành, ca sĩ và ban nhạc của cô đã bắt đầu một chuyến lưu diễn âm nhạc bắt đầu tại Manchester, Anh, với Cub Sport làm tiêu điểm.

### 2019–2020:A Different Kind of Human - Step 2
Trong khoảng thời gian từ 2019 đến 2020, Aurora phát hành album phòng thu thứ ba mang tựa đề "A Different Kind of Human - Step 2". Trước khi album được phát hành, cô đã giới thiệu 4 bài hát của nó. Đoạn nhạc của bài hát "Animal" đã được phát hành từ ngày 21 đến 24 tháng 1 năm 2019, trước khi bản đầy đủ cuối cùng được phát hành vào ngày 24 tháng 1 năm 2019. Tiếp theo là các bài hát "The Seed"(5 tháng 4), "The River" (10 tháng 5) và "A Different Kind of Human"(31 tháng 5 ). Khi cô đang quảng bá album mới tại Úc 3 tuần trước khi phát hành, cô đã cover bài hát "Across the Universe" của The Beatles cho chương trình radio Triple J, kèm theo một buổi biểu diễn trực tiếp của "The Seed".
Album phòng thu thứ ba của Aurora, A Different Kind of Human - Step 2, được phát hành vào ngày 7 tháng 6 năm 2019, với 11 bài hát.
Vào ngày 12 tháng 4 năm 2019, Aurora đã đóng góp cho ba bài hát trên album phòng thu thứ chín của The Chemical Brothers, No Geography: "Eve of Destruction", "Bango" và "The Universe Sent Me".
Vào ngày 11 tháng 6 năm 2019, trailer cho bộ phim Frozen II của Disney được phát hành, và một số fan nhận ra rằng giọng ca nền trong phim có âm điệu rất giống với giọng của Aurora. Aurora sau đó xác nhận trên tài khoản Twitter và Instagram rằng đó là giọng của cô.
Vào ngày 30 tháng 9 năm 2019, danh sách các bài hát chính thức của phim được tiết lộ, xác nhận cô tham gia dự án này. Giọng ca của cô xuất hiện trong bài hát chủ đề của phim "Into the Unknown" cùng với Idina Menzel, nữ diễn viên lồng tiếng cho nhân vật chính Elsa. Bài hát này đã nhận được giải Oscar và được biểu diễn bởi Aurora và Idina Menzel (cũng như nhiều diễn viên lồng tiếng khác cho Elsa từ khắp nơi trên thế giới) tại lễ trao giải Oscar lần thứ 92.
Vào ngày 4 tháng 3 năm 2020, cô đã phát hành phiên bản đầy đủ của bài hát này như một đĩa đơn riêng.
Aurora đã hợp tác với Gundelach trong đĩa đơn "Cynical Mind", phát hành vào ngày 13 tháng 3 năm 2020, và cũng có mặt trong album phòng thu thứ ba của Gundelach, My Frail Body, với tư cách là bài hát thứ 9.
"Exist for Love" đã được phát hành chính thức vào năm 2020 và từ đó trở thành đĩa đơn đầu tiên từ album phòng thu thứ tư của cô, The Gods We Can Touch. Trong quá trình hoàn thiện album, Aurora đã gợi ý rằng cô đang làm việc trên ba album riêng biệt đồng thời.
Vào ngày 20 tháng 11 năm 2020, Aurora đã xuất hiện trên album Giáng sinh của Herborg Kråkevik, Juleroser. Cô xuất hiện trong hai bài hát: "Vinterens gåte", một bài hát cô viết cho album, và "Det hev ei rose sprunge", một bài hát truyền thống hát song ca với Herborg. Cùng ngày đó, cô chia sẻ trên Instagram rằng cô sẽ sớm trở về nhà sau một chuyến đi đến dãy núi, nơi cô đã ở trong vài tuần để làm việc cho album sắp tới của mình.
"Stjernestøv" được phát hành làm đĩa đơn vào ngày 23 tháng 11 năm 2020, là một phần của series truyền hình Giáng sinh của NRK cùng tên, Stjernestøv.

### 2021-2023: The Gods We Can Touch
Trong suốt tháng 2 năm 2021, Aurora phát hành 5 EP tổng hợp để kỷ niệm ca khúc "Runaway" (2015) của cô nhận được hơn 100 triệu lượt nghe trên Spotify:
- For the Humans Who Take Long Walks in the Forest
- Music for the Free Spirits
- Stories
- For the Metal People
- Music for the Fellow Witches Out There.

Vào tháng 3 năm 2021, "Runaway" trở nên phổ biến trên ứng dụng mạng xã hội TikTok. Bài hát này lọt vào bảng xếp hạng quốc tế và trở thành bài hát thứ hai của cô nằm trong top 40 trên bảng xếp hạng UK Singles. Do thành công của bài hát này, phiên bản guitar acoustic, piano acoustic và phiên bản alternative được phát hành.
Vào tháng 6 năm 2021, Aurora bắt đầu gợi ý bài hát tiếp theo của mình bằng hình ảnh gợi ý liên quan đến mặt nạ và một trò chơi trên trình duyệt. Sau đó, cô phát hành "Cure for Me" vào tháng 7 như là đĩa đơn thứ hai cho album phòng thu sắp tới của cô mang tên "The Gods We Can Touch", cùng với việc phát hành độc quyền phiên bản vinyl của bài hát này, với "A Potion for Love" ở mặt B.
Khi phát hành đĩa đơn thứ ba "Giving In to the Love" vào ngày 14 tháng 10, Aurora chính thức công bố danh sách các bài hát và ngày phát hành của The Gods We Can Touch.
Vào tháng 11, ca sĩ và nhà sản xuất người Mỹ: Sub Urban phát hành "Paramour", có sự góp giọng của Aurora. Cô cũng phát hành "Midas Touch" cho nhạc phim của loạt phim truyền hình HANNA.
Vào tháng 12, đĩa đơn thứ tư "Heathens" được bất ngờ phát hành và video biểu diễn trực tiếp của bài hát được công bố. Trong khi chờ đợi album mới, Aurora tiết lộ "A Dangerous Thing" và "Everything Matters" (hợp tác với ca sĩ người Pháp: Pomme) như một đĩa đơn kép phát hành vào đầu tháng 1 năm 2022.
Album phòng thu thứ tư của AURORA mang tên The Gods We Can Touch được phát hành vào ngày 21 tháng 1 năm 2022 và bao gồm 15 bài hát. "A Temporary High" được quảng bá như một đĩa đơn mới của album với MV và phát hành phiên bản acoustic. Bộ phim hòa nhạc có kịch bản A Touch of the Divine được công chiếu ngay sau khi album phát hành.
Aurora đã tổ chức The Gods We Can Touch Tour một cách rộng rãi vào tháng 3 năm 2022, với các nghệ sĩ khách mời Metteson, Sub Urban, Thea Wang, Sei Selina, Blusher và Hannah Storm. Trong suốt chuyến lưu diễn, Aurora bất ngờ phát hành các đĩa đơn "The Woman I Am", "The Devil Is Human" và "A Potion for Love".
Các dự án khác bao gồm:
- "Storm", một đĩa đơn phối hợp với ca sĩ/sáng tác nhạc người Đài Loan Ngô Thanh Phong, được phát hành vào tháng 6 năm 2022.
- Tháng 9, bài hát "Hunting Shadows" được phát hành nhân kỷ niệm 15 năm của trò chơi video Assassin's Creed.
- Vào tháng 10, album nhạc phim cho bộ phim tài liệu của BBC mang tên Frozen Planet II được phát hành, Aurora cung cấp giọng hát cho 21 bài hát trong album này.
- Một số bài hát trong bộ sưu tập âm nhạc của Aurora được sử dụng trong mùa của trò chơi video Sky: Children of the Light và mùa kết thúc với một buổi hòa nhạc ảo tương tác, được phát hành dưới dạng album nhạc nền Sky: Concert in the Light.
- Vào năm 2023, cô tham gia trong bài hát "Butterflies" của Tom Odell
- Bài hát "Bring Back the Color" một phiên bản làm lại của ca khúc chưa được phát hành của cô mang tên "The Sun" do San Holo thực hiện.
- Bài hát "My Sails Are Set" cho series truyền hình One Piece.
- Cô cũng là một trong những nghệ sĩ tham gia trong album tưởng nhớ Nick Drake với bản cover của cô với ca khúc "Pink Moon".

## Phong cách nghệ thuật

### Ảnh hưởng
Những ảnh hưởng ban đầu của Aurora bị hạn chế, vì ở nhà, cô không được tiếp cận với đài phát thanh hoặc các kênh âm nhạc trên truyền hình, và thậm chí cả khi bước vào sự nghiệp ca hát, cô thừa nhận rằng mình đã nghe rất ít nghệ sĩ.
Cô ấy đã đề cập đến Enya, Bob Dylan, Leonard Cohen, the Beatles, Johnny Cash, Underworld, Oasis, Björk, Kate Bush, và Ane Brun như ảnh hưởng lớn về âm nhạc của mình. Aurora từng nói rằng album đầu tiên cô ấy mua là "Blonde on Blonde" của "Bob Dylan".
Aurora cũng nói về heavy metal như là một nguồn cảm hứng chính cho cô từ khi còn nhỏ, ban nhạc Pháp: Gojira là "ban nhạc yêu thích" của cô mình và đã tham dự hai buổi hòa nhạc của họ.
Aurora cũng bày tỏ sự ngưỡng mộ của mình đối với nhạc sĩ nhạc rock Iggy Pop, và kể rằng khi gặp anh ấy trong một lễ hội ở Bỉ, cô ấy đã "vui đến mức suýt tè ra quần"
Cô ấy đã cover một số bài hát của những người có ảnh hưởng với mình, một số trong số đó là "Mr. Tambourine Man", "Famous Blue Raincoat", "Life on Mars"...

### Phong cách và chủ đề âm nhạc
Trang cá nhân của Aurora trên website Glassnote Records có trích những câu nói sau:
Mình không muốn viết các ca khúc sầu bi để khiến người ta buồn, [điều này sẽ khiến] mình có nhiều người hâm mộ bị trầm cảm. Đó không phải mong muốn của mình. Song mình vẫn muốn mọi người biết rằng việc khóc hoặc nghĩ về gì đó buồn trong một khoảng thời gian ngắn không có gì là nguy hiểm cả. Điều này có thể được lột tả dễ dàng hơn thông qua một bài hát, thứ mà vừa có thể đẹp lại vừa có thể buồn. Như thể uống thuốc với một muỗng đường vậy. Điều quan trọng là phải có một chút hi vọng.

## Đời tư

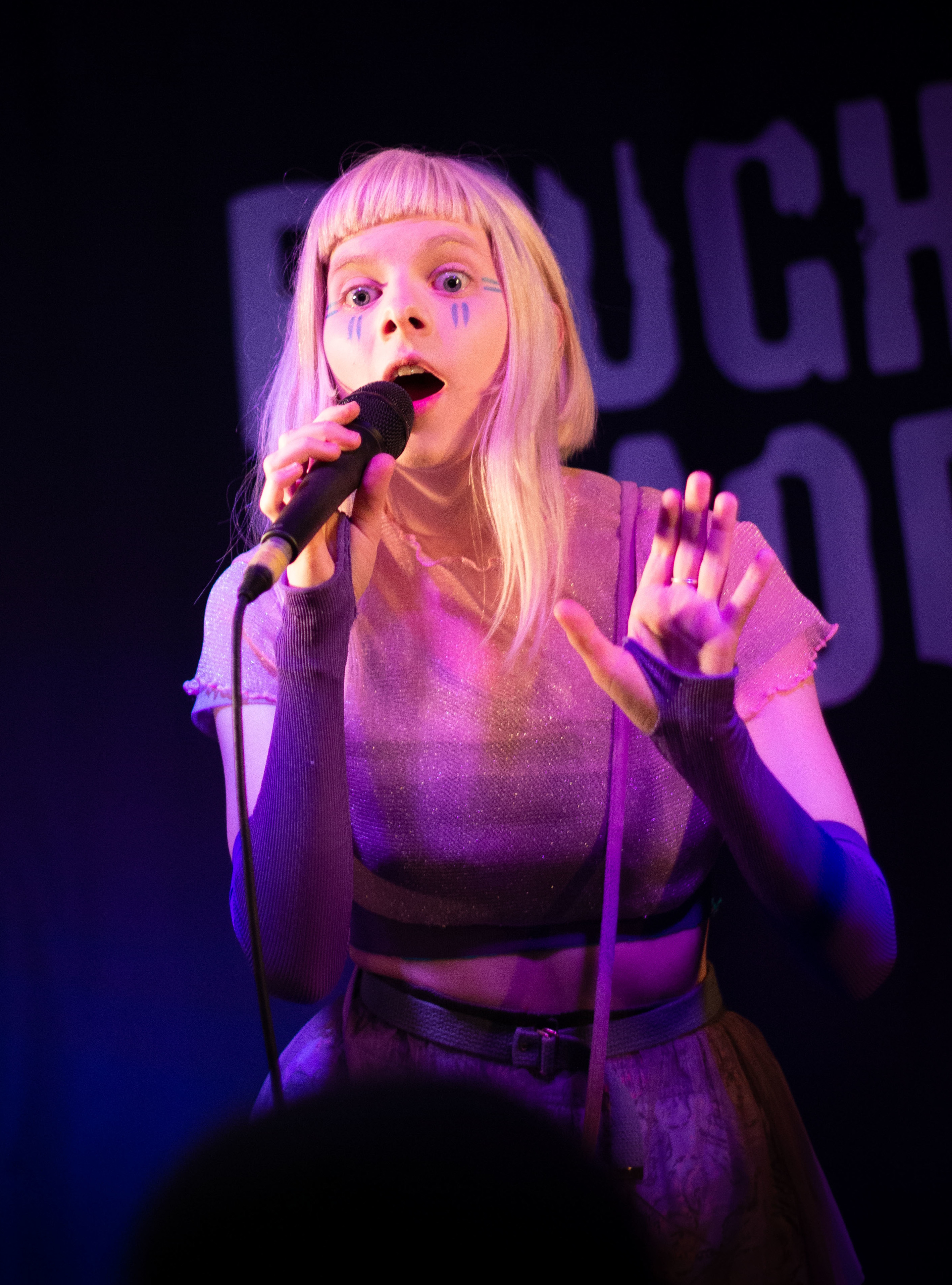
Aurora trình diễn tại Rough Trade East, London (tháng 6 năm 2019)

Aurora hiện đang sống ở Bergen, nhưng cũng thường xuyên về vùng quê Os để thăm bố mẹ. Cô coi mình là người hướng nội. Sau khi một người bạn của gia đình cô mất vào Đêm Giáng sinh, Aurora năm ấy 11 tuổi đã phải chứng kiến cảnh u sầu thảm thiết của người thân khi làm tang lễ. Trải nghiệm này đã khiến cô mắc chứng loạn phát âm, và buộc cô phải học ngôn ngữ ký hiệu. Sau khi một người bạn của cô tại lớp thủ ngữ qua đời do tại nạn xe hơi, Aurora đã trình bày ca khúc "Why Did You Go a Place?" chia buồn trong tang lễ. Một người bạn khác của cô cũng không may qua đời vào năm 2011 trong vụ thảm sát Utøya khi mới 17 tuổi. Aurora viết bài hát "Little Boy in the Grass" để tưởng niệm người bạn cũng như các nạn nhân của biến cố ấy.
Aurora nhận diện mình thuộc giới song tính luyến ái. Khi được hỏi về xu hướng tính dục của bản thân trong một cuộc phỏng vấn với tờ The Independent, cô đã phát biểu như sau: "Mình chỉ muốn tận hưởng những gì tồn tại ngoài kia, và mình thích khám phá. Yêu mọi thứ xung quanh bạn và bạn đang yêu chính bản thân mình." Cô từng nuôi mèo làm thú cưng hồi nhỏ, và khi lớn lên cô có trồng một cây tảo cầu tên là "Igor Septimus", vốn là một món quà của người hâm mộ từ Thụy Sĩ. Theo Aurora, nó là một trong "những người bạn thân" của cô và cô rất thích đặt nó trên tủ lạnh.
Cuối năm 2021, Aurora thông báo rằng cô chính thức lên chức dì sau khi chị gái để một bé trai.

## Hình ảnh trước công chúng

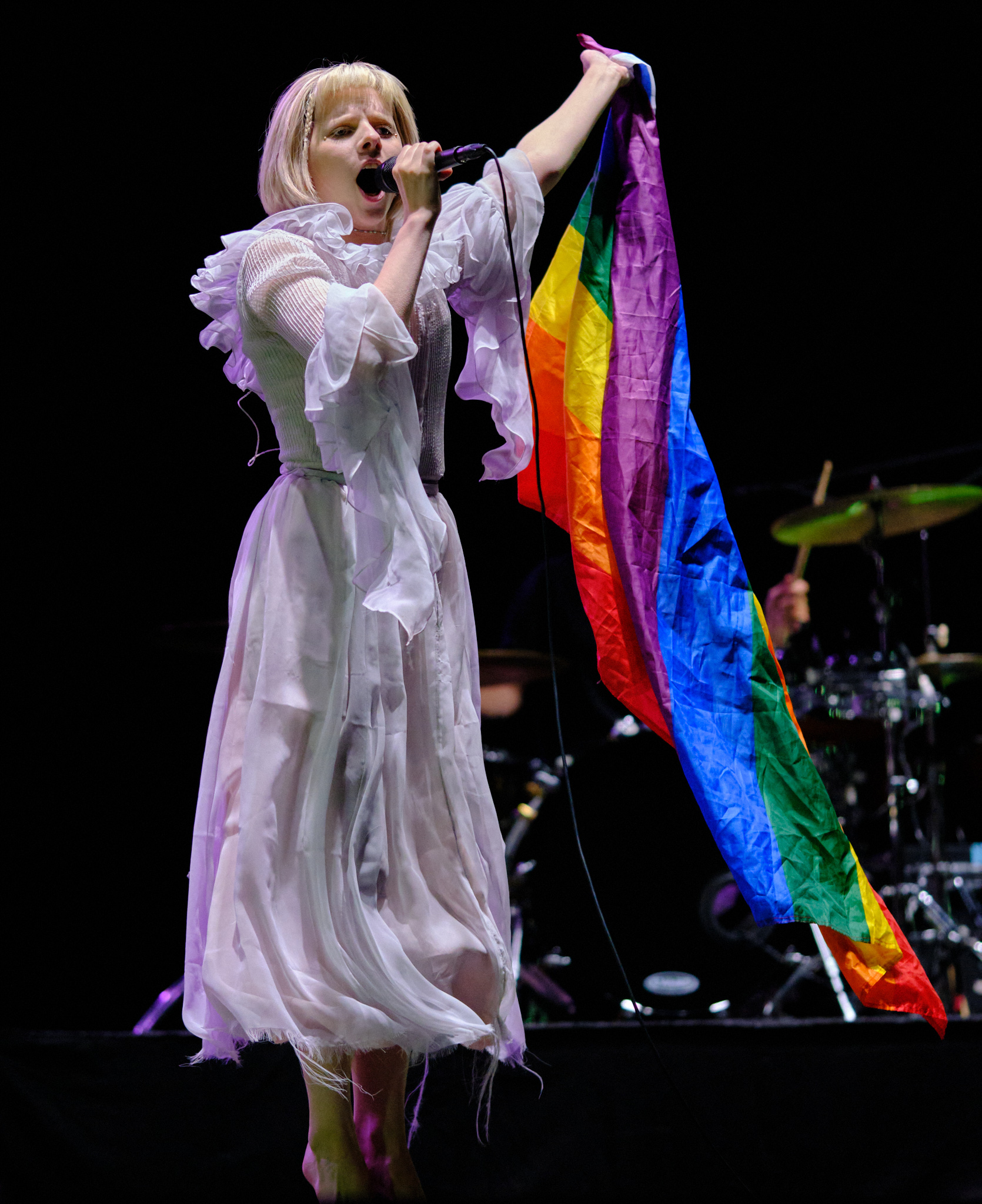
Aurora cầm lá cờ cầu vồng trong buổi hòa nhạc Cluj-Napoca, Romania (2021)

Vào những năm đầu, cô được chú ý với diện mạo giống con nít, da trắng nhợt không cần trang điểm và mái tóc ngắn màu vàng bạch kim, cùng màu với cặp lông mày của cô; một hình ảnh mà hoàn toàn trái ngược với quãng giọng trầm và các ca khúc có ý nghĩa sâu xa của cô. Aurora sau đổi kiểu tóc mà cô gọi là "viking Na Uy", và kể từ năm 2018 đã chuyển sang kiểu "hai lớp" (dài ở trước và ngắn ở sau) giống với các nhân vật anime. Vào giai đoạn giữa sự ra mắt của Infections of a Different Kind (Step 1) và A Different Kind of Human (Step 2), cô thường tô điểm khuôn mặt với những đường vẽ, biểu tượng cho "nước mắt và những đường nếp biểu cảm."
Cô là người ủng hộ nữ quyền và nhân quyền, bao gồm các quyền thiểu số và quyền LGBT. Cô cũng ủng hộ nhiều phong trào nâng cao nhận thức môi trường, chủ đề mà được cô khai thác và quyện với những ca khúc như "Apple Tree", "The Seed", và "Soulless Creatures" trong album "A Different Kind of Human (Step 2)". Cô cũng hưởng ứng các vận động của nhóm Coldplay và nhà hoạt động Greta Thunberg.
Tủ áo quần của Aurora được thiết kế chủ yếu từ vải vóc tái sử dụng bởi chính cô và chị gái Viktoria. Aurora là người ăn chay, và có quan điểm rằng nhận thức của một cá nhân về lựa chọn thức ăn là một phần cực kỳ quan trọng của nếp sống quan tâm đến môi trường.

## Danh sách nhạc

### Album phòng thu
| Tên                                   | Chi tiết                                                                                            | Vị trí bảng xếp hạng | Vị trí bảng xếp hạng | Vị trí bảng xếp hạng | Vị trí bảng xếp hạng | Vị trí bảng xếp hạng | Vị trí bảng xếp hạng |
| Tên                                   | Chi tiết                                                                                            | NOR                  | AUS                  | GER                  | IRL                  | UK                   | US                   |
| ------------------------------------- | --------------------------------------------------------------------------------------------------- | -------------------- | -------------------- | -------------------- | -------------------- | -------------------- | -------------------- |
| All My Demons Greeting Me as a Friend | - Ra mắt: 11 tháng 3 năm 2016 - Hãng đĩa: Decca, Glassnote - Định dạng: Digital download, CD, vinyl | 1                    | 51                   | 24                   | 66                   | 28                   | 150                  |
| A Different Kind of Human (Step 2)    | - Ra mắt: 7 tháng 6 năm 2019 - Thời lượng: 40:04                                                    | 4                    | 52                   | 58                   | ?                    | 32                   | 5                    |
| The Gods We Can Touch                 | - Ra mắt: 21 tháng 1 năm 2021 - Hãng đĩa: Glassnote Records - Thời lượng: 49:55                     |                      |                      |                      |                      |                      |                      |
| What Happened to the Heart?           | |                      |                      |                      |                      |                      |                      |

### Đĩa mở rộng
| Tên                                     | Chi tiết                                                    |
| --------------------------------------- | ----------------------------------------------------------- |
| Infections Of A Different Kind - Step 1 | - Ra mắt: 28 tháng 9 năm 2018 - Hãng đĩa: Glassnote Records |

### Đĩa đơn

#### Là ca sĩ chính
| Năm                | Tên                           | Vị trí bảng xếp hạng | Vị trí bảng xếp hạng | Vị trí bảng xếp hạng | Vị trí bảng xếp hạng | Album                                 |
| Năm                | Tên                           | GER                  | IRE                  | UK                   | US Alt               | Album                                 |
| ------------------ | ----------------------------- | -------------------- | -------------------- | -------------------- | -------------------- | ------------------------------------- |
| 2013               | "Awakening"                   | —                    | —                    | —                    | —                    | Running with the Wolves               |
| 2014               | "Under Stars"                 | —                    | —                    | —                    | —                    | For the Metal People                  |
| 2015               | "Runaway"                     | —                    | —                    | —                    | —                    | Running with the Wolves - EP          |
| 2015               | "Running with the Wolves"     | 72                   | —                    | —                    | —                    | Running with the Wolves - EP          |
| 2015               | "Murder Song (5, 4, 3, 2, 1)" | —                    | —                    | —                    | —                    | All My Demons Greeting Me as a Friend |
| 2015               | "Half the World Away"         | —                    | 22                   | 10                   | —                    | All My Demons Greeting Me as a Friend |
| 2016               | "Conqueror"                   | —                    | —                    | —                    | 32                   | All My Demons Greeting Me as a Friend |
| 2016               | "I Went Too Far"              | —                    | —                    | —                    | —                    | All My Demons Greeting Me as a Friend |
| 2016               | "In the Night"                | —                    | —                    | —                    | —                    |                                       |
| 2021               | "Cure For Me"                 | ?                    | ?                    | ?                    | ?                    | The Gods We Can Touch                 |
| "—"Không phát hành |                               |                      |                      |                      |                      |                                       |

#### Hợp tác
| Năm  | Tên                                | Album                 |
| ---- | ---------------------------------- | --------------------- |
| 2016 | "Home" (Icarus featuring Aurora)   | N/A                   |
| 2022 | Everything Matters (ft. Pomme)     | The Gods We Can Touch |
| 2022 | Storm (ft. Qing Feng)              | N/A                   |
| 2023 | Butterfiles (Tom Odell ft. AURORA) |                       |

### Khác
| Năm  | Tên            | Album                                              |
| ---- | -------------- | -------------------------------------------------- |
| 2016 | "Life on Mars" | Girls, Vol. 3 (Music from the HBO Original Series) |
| 2021 | Midas Touch    | HANNA SOUND TRACKS                                 |

## Danh sách phim

### Phim điện ảnh
| Năm  | Nhan đề     | Vai trò             | Chú thích                                    |
| ---- | ----------- | ------------------- | -------------------------------------------- |
| 2019 | Frozen II   | Tiếng gọi           |                                              |
| 2020 | Wolfwalkers | Soundtrack của phim | Bản ghi âm lại của "Running with the Wolves" |

### Phim ngắn
| Năm  | Nhan đề            | Vai         | Sản xuất                |
| ---- | ------------------ | ----------- | ----------------------- |
| 2015 | Into the Light     | Bản thân    | Greg Kotler (Kasafilms) |
| 2016 | Nothing Is Eternal | Bản thân    | The Fader               |
| 2018 | Once Aurora        | Bản thân    | Flimmer Film            |
| 2020 | Daydreamer         | Intro music | Apple WWDC 2020         |

### Phim truyền hình
| Year | Title          | Role     | Note                                            |
| ---- | -------------- | -------- | ----------------------------------------------- |
| 2017 | Creeped Out    | Narrator | Aurora's voice was featured in series 1 trailer |
| 2018 | En gang Aurora | Herself  | Documentary                                     |

## Giải thưởng và đề cử
| Năm  | Tổ chức                                  | Giải thưởng                                                      | Đối tượng nhận                        | Kết quả   | Ref.    |
| ---- | ---------------------------------------- | ---------------------------------------------------------------- | ------------------------------------- | --------- | ------- |
| 2014 | P3 Gull                                  | Årets Nykommer (Người mới của Năm)                               | Bản thân                              | Đề cử     | [ 80 ]  |
| 2015 | EBBA Awards '16 by Eurosonic Noorderslag | Album of the Year: Norway                                        | Running with the Wolves               | Đoạt giải | [ 81 ]  |
| 2015 | EBBA Awards '16 by Eurosonic Noorderslag | Public Choice Award                                              | Bản Thân                              | Đề cử     |         |
| 2016 | Spellemannprisen '15                     | Årets Nykommer (Người mới của Năm)                               | Bản Thân                              | Đoạt giải | [ 82 ]  |
| 2016 | Spellemannprisen '15                     | Gramo scholarship                                                | Bản Thân                              | Đoạt giải | [ 83 ]  |
| 2016 | MTV Europe Music Awards                  | Best Norwegian Act                                               | Bản Thân                              | Đề cử     | [ 84 ]  |
| 2016 | YouTube Creator Awards                   | Silver Creator Awards                                            | Bản Thân                              | Đoạt giải | [ 85 ]  |
| 2016 | GAFFA-Prisen                             | Årets Norske Album                                               | All My Demons Greeting Me as a Friend | Đoạt giải | [ 86 ]  |
| 2017 | Spellemannprisen '16                     | Popsolist (Pop Solo Artist)                                      | All My Demons Greeting Me as a Friend | Đoạt giải | [ 87 ]  |
| 2017 | Spellemannprisen '16                     | Årets Album                                                      | All My Demons Greeting Me as a Friend | Đề cử     | [ 88 ]  |
| 2017 | Spellemannprisen '16                     | Årets Musikkvideo (MV của năm)                                   | "I Went Too Far"                      | Đoạt giải | [ 87 ]  |
| 2017 | Guild of Music Supervisors Awards        | Best Song/Recording Created for Television                       | "Life on Mars" (Girls: Episode 505)   | Đề cử     | [ 89 ]  |
| 2018 | Spellemannprisen '17                     | Music Video of the Year                                          | "Queendom"                            | Đề cử     | [ 90 ]  |
| 2019 | Academy Awards                           | Best Original Song                                               | "Into the Unknown"                    | Đề cử     | [ 91 ]  |
| 2019 | Critics' Choice Movie Awards             | Best Song                                                        | "Into the Unknown"                    | Đề cử     | [ 92 ]  |
| 2019 | Golden Globe Awards                      | Best Original Song                                               | "Into the Unknown"                    | Đề cử     | [ 93 ]  |
| 2019 | Satellite Awards                         | Best Original Song                                               | "Into the Unknown"                    | Đề cử     | [ 94 ]  |
| 2020 | Spellemannprisen '19                     | Årets Internasjonale Suksess (International Success of the Year) | Bản Thân                              | Đề cử     | [ 95 ]  |
| 2021 | P3 Gull                                  | Årets artist (Artist of the Year)                                | Bản Thân                              | Đề cử     | [ 96 ]  |
| 2022 | Spellemannprisen '21                     | Årets Internasjonale Suksess (International Success of the Year) | Bản Thân                              | Đoạt giải | [ 97 ]  |
| 2022 | 2nd NYX Awards '21                       | Marketing / Advertising Campaigns – Original Song                | Everything Matters                    | Đoạt giải |         |
| 2022 | 2nd NYX Awards '21                       | Branded Content – Original Song                                  | Everything Matters                    | Đoạt giải |         |
| 2022 | Cresta Awards '22                        | Use of Music                                                     | Everything Matters                    | Đoạt giải | [ 98 ]  |
| 2022 | UK Music Video Awards                    | Best Live Video                                                  | "A Touch of the Divine"               | Đề cử     | [ 99 ]  |
| 2022 | P3 Gull                                  | Honorary                                                         | Bản Thân                              | Đoạt giải | [ 100 ] |

## Sự thật thú vị
- AURORA là người song tính[101]
- AURORA theo chế độ ăn pescatarian (kết hợp hải sản vào chế độ ăn chay)
- AURORA không thích cà phê